# Selysioneura
Selysioneura – rodzaj ważek z rodziny Isostictidae.

## Podział systematyczny
Do rodzaju należą następujące gatunki:
- Selysioneura aglaia Lieftinck, 1953
- Selysioneura arboricola Lieftinck, 1959
- Selysioneura bacillus Ris, 1915
- Selysioneura capreola Lieftinck, 1932
- Selysioneura cervicornu Förster, 1900
- Selysioneura cornelia Lieftinck, 1953
- Selysioneura drymobia Lieftinck, 1959
- Selysioneura phasma Lieftinck, 1932
- Selysioneura ranatra Lieftinck, 1949
- Selysioneura rangifera Lieftinck, 1959
- Selysioneura rhaphia Lieftinck, 1959
- Selysioneura stenomantis Lieftinck, 1932
- Selysioneura thalia Lieftinck, 1953
- Selysioneura umbratilis Lieftinck, 1932
- Selysioneura venilia Lieftinck, 1953
- Selysioneura virgula Lieftinck, 1959